# Leonid Pasternak

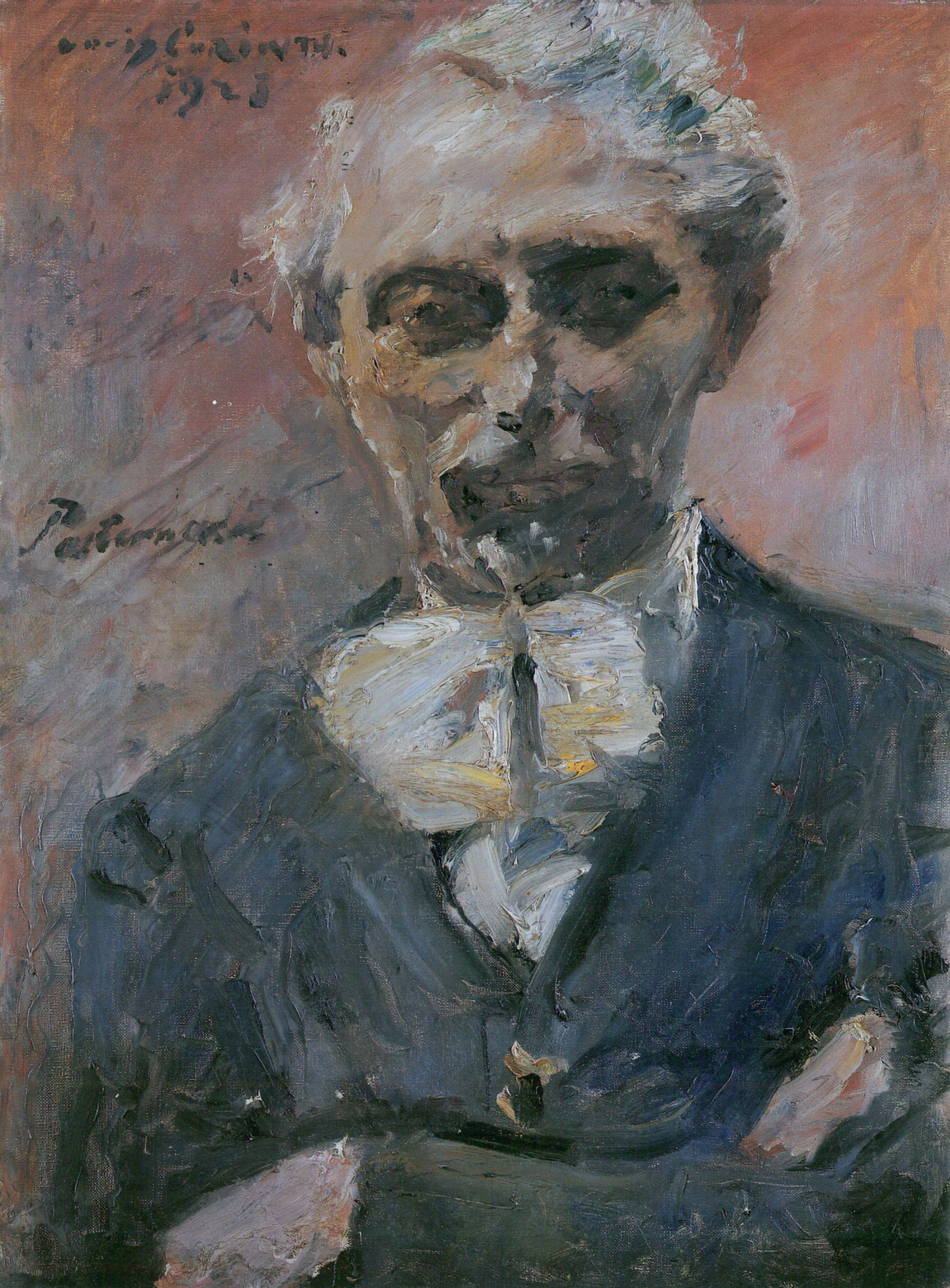
Porträtt, 1923 (Lovis Corinth)

Leonid Osipovitj Pasternak (ryska: Леонид Осипович Пастернак), född 3 april (gamla stilen: 22 mars) 1862 i Odessa, Kejsardömet Ryssland död 31 maj 1945 i Oxford, var en rysk judisk målare. Han var far till Boris Pasternak.
Pasternak studerade i München och blev 1894 professor i Moskva. Han är huvudsakligen känd genom sina karakteristiska och ytterst omsorgsfullt utförda illustrationer till Lev Tolstojs arbeten – bilderna till "Uppståndelse" förekom på världsutställningen i Paris 1900 – och genom många framställningar i olja, akvarell och teckning av Tolstoj vid arbetet, på promenad eller i familjekretsen (en i museet i Sankt Petersburg). Genremålningen I examen (utställd 1900) ägs av Musée du Luxembourg i Paris.